# UCI America Tour 2009-2010
El UCI America Tour 2009-2010 fue la sexta edición del UCI America Tour y se desarrolló desde octubre de 2009 a septiembre de 2010. Si bien el calendario original constaba de 40 competencias, a lo largo de la temporada 7 pruebas no se disputaron por lo que finalmente quedó reducido a 33 competencias en toda América.
Las pruebas suspendidas fueron:
- Rutas de Mendoza
- Tour de Georgia
- Vuelta Internacional del Café
- U.S. Cycling Open
- Tour de New York
- Tour de Brasil/Vuelta del Estado de San Pablo
- Tour de Misuri

El Tour do Brasil/Volta do Estado de Sâo Paulo, estaba originariamente previsto para disputarse en agosto de 2010 por lo cual estaba incluido dentro de esta edición del UCI America Tour. Finalmente se vio pospuesta su realización para octubre, por lo cual pasó a formar parte del UCI América Tour 2011.
Además, la Vuelta a Colombia a pesar de disputarse no puntuó por circunstancias desconocidas no comunicadas públicamente.
El ganador a nivel individual fue el colombiano Gregorio Ladino revalidando su título obtenido en 2009. A nivel de equipos el vencedor fue el Funvic-Pindamonhangaba de Brasil, mientras que por países, Colombia resultó ganador.

## Calendario
Contó con las siguientes pruebas, tanto por etapas como de un día.

### Octubre 2009
| Fecha   | Carrera            | Cat. | Ganador           | Equipo del ganador |
| ------- | ------------------ | ---- | ----------------- | ------------------ |
| 4 al 10 | Vuelta a Chihuahua | 2.1  | Óscar Sevilla     | Rock Racing        |
| 20 al 1 | Vuelta a Guatemala | 2.2  | Juan Carlos Rojas | Plycem-JPS-Orbea   |

1. ↑  El vencedor de la Vuelta de Guatemala fue Nery Felipe Velásquez pero fue desclasificado por dopaje: Ganador de la Vuelta de Guatemala 2009 dio positivo

### Noviembre 2009
| Fecha    | Carrera                   | Cat. | Ganador          | Equipo del ganador        |
| -------- | ------------------------- | ---- | ---------------- | ------------------------- |
| 1 al 8   | Vuelta a Bolivia          | 2.2  | Gregorio Ladino  | Tecos-Trek                |
| 21 al 29 | Vuelta al Ecuador         | 2.2  | Fernando Camargo | Boyacá Orgullo de América |
| 24 al 29 | Vuelta Ciclista a Chiapas | 2.2  | Libardo Niño     | Ebsa-Colombia             |

### Diciembre 2009
| Fecha    | Carrera             | Cat. | Ganador        | Equipo del ganador   |
| -------- | ------------------- | ---- | -------------- | -------------------- |
| 16 al 28 | Vuelta a Costa Rica | 2.2  | Janier Acevedo | Greatwall-Indeportes |

### Enero 2010
| Fecha    | Carrera           | Cat. | Ganador         | Equipo del ganador    |
| -------- | ----------------- | ---- | --------------- | --------------------- |
| 13 al 24 | Vuelta al Táchira | 2.2  | José Rujano     | Gobernación del Zulia |
| 18 al 24 | Tour de San Luis  | 2.1  | Vincenzo Nibali | Liquigas-Doimo        |

### Febrero 2010
| Fecha    | Carrera                       | Cat. | Ganador         | Equipo del ganador         |
| -------- | ----------------------------- | ---- | --------------- | -------------------------- |
| 9 al 21  | Vuelta Ciclista a Cuba        | 2.2  | Arnold Alcolea  | Selección Nacional de Cuba |
| 16 al 21 | Rutas de América              | 2.2  | Hernán Cline    | Alas Rojas de Santa Lucía  |
| 21 al 28 | Vuelta Independencia Nacional | 2.2  | Augusto Sánchez | Aro & Pedal                |

### Marzo 2010
| Fecha    | Carrera                        | Cat. | Ganador            | Equipo del ganador        |
| -------- | ------------------------------ | ---- | ------------------ | ------------------------- |
| 15 al 19 | Giro del Interior de San Pablo | 2.2  | Renato Seabra      | Clube DataRo de Ciclismo  |
| 26 al 4  | Vuelta Ciclista del Uruguay    | 2.2  | Richard Mascarañas | Alas Rojas de Santa Lucía |

### Abril 2010
| Fecha    | Carrera                | Cat. | Ganador         | Equipo del ganador |
| -------- | ---------------------- | ---- | --------------- | ------------------ |
| 14 al 18 | Vuelta de Gravataí     | 2.2  | Jaime Castañeda | EPM-UNE            |
| 18       | Tour de Battenkill     | 1.2  | Caleb Fairly    | Holowesko Partners |
| 18 al 25 | Vuelta a México        | 2.2  | Óscar Sevilla   | Rock Racing        |
| 21 al 25 | Tour de Santa Catarina | 2.2  | Edward Ortíz    | EPM-UNE            |

### Mayo 2010
| Fecha    | Carrera                               | Cat. | Ganador        | Equipo del ganador             |
| -------- | ------------------------------------- | ---- | -------------- | ------------------------------ |
| 8        | Campeonato Panamericano Contrarreloj  | CC   | Iván Casas     | Selección Nacional de Colombia |
| 10       | Campeonato Panamericano en Ruta       | CC   | Carlos Oyarzún | Selección Nacional de Chile    |
| 12 al 16 | Doble Sucre Potosí GP Cemento Fancesa | 2.2  | Oscar Soliz    | Ebsa                           |
| 16 al 23 | Amgen Tour de California              | 2.HC | Michael Rogers | Team HTC-Columbia              |

### Junio 2010
| Fecha    | Carrera                                 | Cat.   | Ganador            | Equipo del ganador              |
| -------- | --------------------------------------- | ------ | ------------------ | ------------------------------- |
| 2 al 6   | Vuelta de Paraná                        | 2.2    | Marco Arriagada    | Funvic-Pindamonhangaba          |
| 3 al 6   | Coupe des Nations Ville Saguenay        | 2.Ncup | Luka Mezgec        | Selección Nacional de Eslovenia |
| 6        | Clásico San Antonio de Padua            | 1.2    | Alexander González | Triple-S                        |
| 6        | Philadelphia International Championship | 1.HC   | Matthew Goss       | Team HTC-Columbia               |
| 12       | Chrono Gatineau                         | 1.2    | Ben Day            | Fly V Australia                 |
| 15 al 20 | Tour de Beauce                          | 2.2    | Ben Day            | Fly V Australia                 |
| 30 al 11 | Vuelta a Venezuela                      | 2.2    | Tomás Gil          | Lotería del Táchira             |

### Julio 2010
| Fecha    | Carrera                      | Cat. | Ganador            | Equipo del ganador                        |
| -------- | ---------------------------- | ---- | ------------------ | ----------------------------------------- |
| 9        | Prueba Ciclística 9 de Julio | 1.2  | Francisco Chamorro | Scott-Marcondes César-São José dos Campos |
| 10 al 18 | Tour de Martinica            | 2.2  | Miyataka Shimizu   | Bridgestone Anchor                        |
| 28 al 1  | Tour de Río                  | 2.2  | Tomas Alberio      | Trevigiani Dynamon Bottoli                |

### Agosto 2010
| Fecha   | Carrera           | Cat. | Ganador           | Equipo del ganador      |
| ------- | ----------------- | ---- | ----------------- | ----------------------- |
| 1 al 15 | Vuelta a Colombia | 2.2  | Sergio Henao      | Indeportes Antioquia    |
| 6 al 15 | Tour de Guadalupe | 2.2  | Francisco Mancebo | Heraklion Kastro-Murcia |

- La Vuelta a Colombia por circunstancias que se desconocen no puntuó a pesar de estar en el calendario (en amarillo).

### Septiembre 2010
| Fecha    | Carrera            | Cat. | Ganador         | Equipo del ganador |
| -------- | ------------------ | ---- | --------------- | ------------------ |
| 11 al 12 | Univest Grand Prix | 2.2  | Jonas Ahlstrand | Team Cykelcity     |

## Clasificaciones finales

### Individual
| Posición | Ciclista              | Puntos |
| -------- | --------------------- | ------ |
| 1        | Gregorio Ladino       | 239    |
| 2        | Óscar Sevilla         | 186    |
| 3        | Arnold Alcolea        | 176    |
| 4        | José Alarcón          | 160    |
| 5        | Oscar Soliz           | 138    |
| 6        | Libardo Niño          | 136    |
| 7        | Richard Mascarañas    | 136    |
| 8        | Francisco Mancebo     | 132    |
| 9        | Jose Alirio Contreras | 119    |
| 10       | Carlos Oyarzún        | 116    |

1. ↑  Excluido de la clasificación general por un control antidopaje positivo de hydroxyethyl en la Vuelta a Colombia.
2. ↑  Competidor menor de 23 años.

### Equipos
| Posición | Equipos                                         | Puntos |
| -------- | ----------------------------------------------- | ------ |
| 1        | Funvic-Pindamonhangaba                          | 347    |
| 2        | SpiderTech powered by Planet Energy             | 316    |
| 3        | EPM-UNE                                         | 268    |
| 4        | Androni Giocattoli-Serramenti PVC Diquigiovanni | 212    |
| 5        | Heraklion Kastro-Murcia                         | 198    |

| 6  | Fly V Australia                           | 190    |
| 7  | Burgos 2016-Castilla y León               | 145,66 |
| 8  | Type 1                                    | 134    |
| 9  | Scott-Marcondes César-São José dos Campos | 131    |
| 10 | UnitedHealthcare presented by Maxxis      | 121    |

### Países
| Posición | País           | Puntos  |
| -------- | -------------- | ------- |
| 1        | Colombia       | 1455,06 |
| 2        | Venezuela      | 1068,6  |
| 3        | Estados Unidos | 846,5   |
| 4        | Canadá         | 681     |
| 5        | Brasil         | 487     |

| 6  | Argentina  | 434   |
| 7  | Costa Rica | 415,3 |
| 8  | Uruguay    | 369   |
| 9  | Cuba       | 307   |
| 10 | Chile      | 264   |

### Países sub-23
| Posición | País           | Puntos |
| -------- | -------------- | ------ |
| 1        | Venezuela      | 416    |
| 2        | Estados Unidos | 412,66 |
| 3        | Colombia       | 345    |
| 4        | Canadá         | 199    |
| 5        | Costa Rica     | 166,64 |

| 6  | Antillas Neerlandesas | 118 |
| 7  | Brasil                | 86  |
| 8  | Argentina             | 75  |
| 9  | Belice                | 56  |
| 10 | Uruguay               | 52  |